# Centro de Estudios Joan Bardina
El Centro de Estudios Joan Bardina (en catalán: Centre d'Estudis Joan Bardina) es una asociación creada el 25 de octubre de 1984 por Agustí Chalaux, Lluís Maria Xirinacs, Magadalena Grau Figueras, Joan Parés Grahit, Miquel Chicano i Colodrero, Martí Olivella Solé y otras varias personas, tomando el nombre del pedagogo catalán Joan Bardina i Castarà.

## Historia
La asociación se estableció en la antigua fábrica de la familia de Agustí Chalaux de la calle Almogávares de Barcelona, desde donde sus miembros debatieron sus propuestas, quedando reflejadas en numerosos libros y documentos. Se publicó la revista «El Balcón de Almogávares» («El Balcó d'Almogàvers»), que después se llamó «El Balcón» («El Balcó»). También se constituyó en ateneo, organizando con regularidad conferencias, charlas, y tertulias, para así intercambiar ideas con la sociedad civil y con otros colectivos.
La primera sede de la asociación dio acogida a una diversidad de grupos de inquietudes idealistas y de diferentes orígenes: el SERPAJ, fundado por el Premio Nobel de la Paz Adolfo Pérez Esquivel; la Coordinadora de Agricultura Ecológica (CAE); los promotores de la emisora de radio libre comunitaria Radio Contrabanda; grupos de jóvenes esperantistas; etc.
La antigua fábrica que fue la primera sede de la asociación fue expropiada por el Ayuntamiento de Barcelona en el año 1990, para allí completar un parque en la Plaza de la Estación del Norte. Con posterioridad la asociación organizó charlas y conferencias en otros lugares, como la sede del Círculo Católico de Gracia.

## Principios fundacionales
- Aplicación del llamado «empirismo fenomenológico experimental» a los fenómenos sociales, económicos y políticos, susceptibles de ser analizados lógicamente y experimentados técnicamente, de cara a buscar estructuras favorecedoras de las libertades concretas.
- Elaboración de una terminología unívoca -según sus miembros imprescindible en todo tratamiento «científico» de los fenómenos- según el estudio del significado original de las palabras y sus derivaciones (llamada semi-etimo-lingüística).
- Estudio interdisciplinar de las diferentes etapas de la historia natural, especialmente la humana, como marco para comprender los conflictos sociales y mercantiles actuales.
- Estudio sobre el determinante tema utilitario en la historia: economía, invento, empresa, capital, mercado, trabajo, moneda, ecología...
- Estudio y propuestas sobre racionalización de la moneda, para convertirla en un instrumento responsabilizador, totalmente informativo y por lo tanto contable, del mercado y de la sociedad (con lo que sea llama «factura-cheque telemática»).
- Estudio de las posibles consecuencias sociales que se derivan de la reforma monetaria telemática: archivo telemático de datos personales bajo protección de una Justicia independiente del Estado, simplificación fiscal, total contabilidad, mercometría exacta, ciencia económica experimental...

Elaboración de propuestas sobre:
- Libre mercado claro y sociedad transparente. Evitar que el «dinero mercantil» se transforme en «dinero de corrupción y de poder», e impedir la mercantilización de las vocaciones e instituciones liberales.
- Dialéctica entre lo que se llama «arquía y anarquía». Precisar las funciones de los órganos de mandato social a todos los niveles, para impedir la transformación en poder contra las personas individuales, sociales y nacionales.
- Dialéctica entre bien privado y bien común. Formulación de la hipótesis del «bien común mercantil» según sus miembros técnicamente experimentable con la llamada «factura-cheque telemática».
- Nuevo Orden Financiero Internacional, sobre la base del uso de monedas telemáticas a distintos niveles, y sobre la base de la introducción de una moneda telemática especial para la regulación de la economía internacional.
- Estudio de estrategias de consecución de las propuestas formuladas.

## Algunas publicaciones realizadas

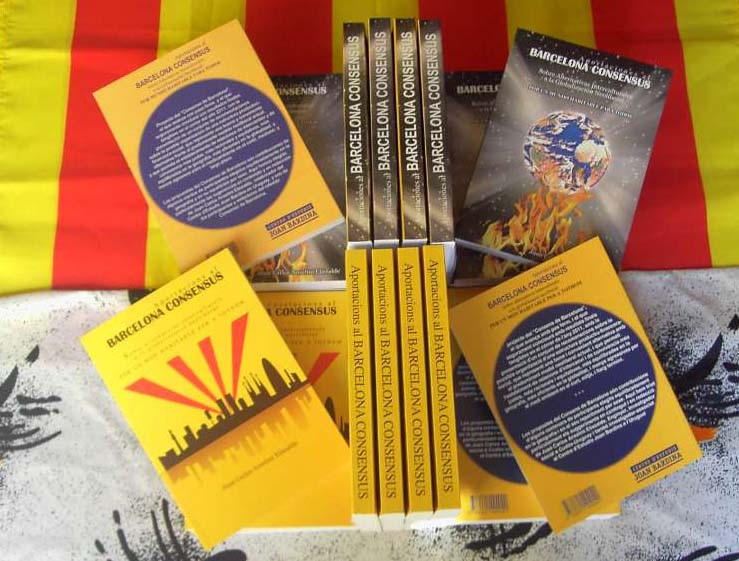
Mesa de libros del Centro Bardina.

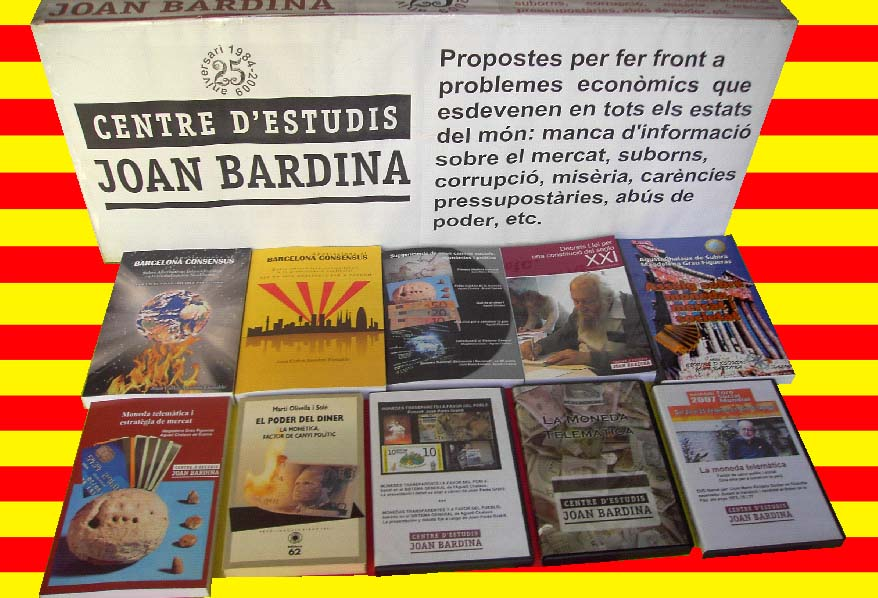
Mesa de libros del Centro Bardina.

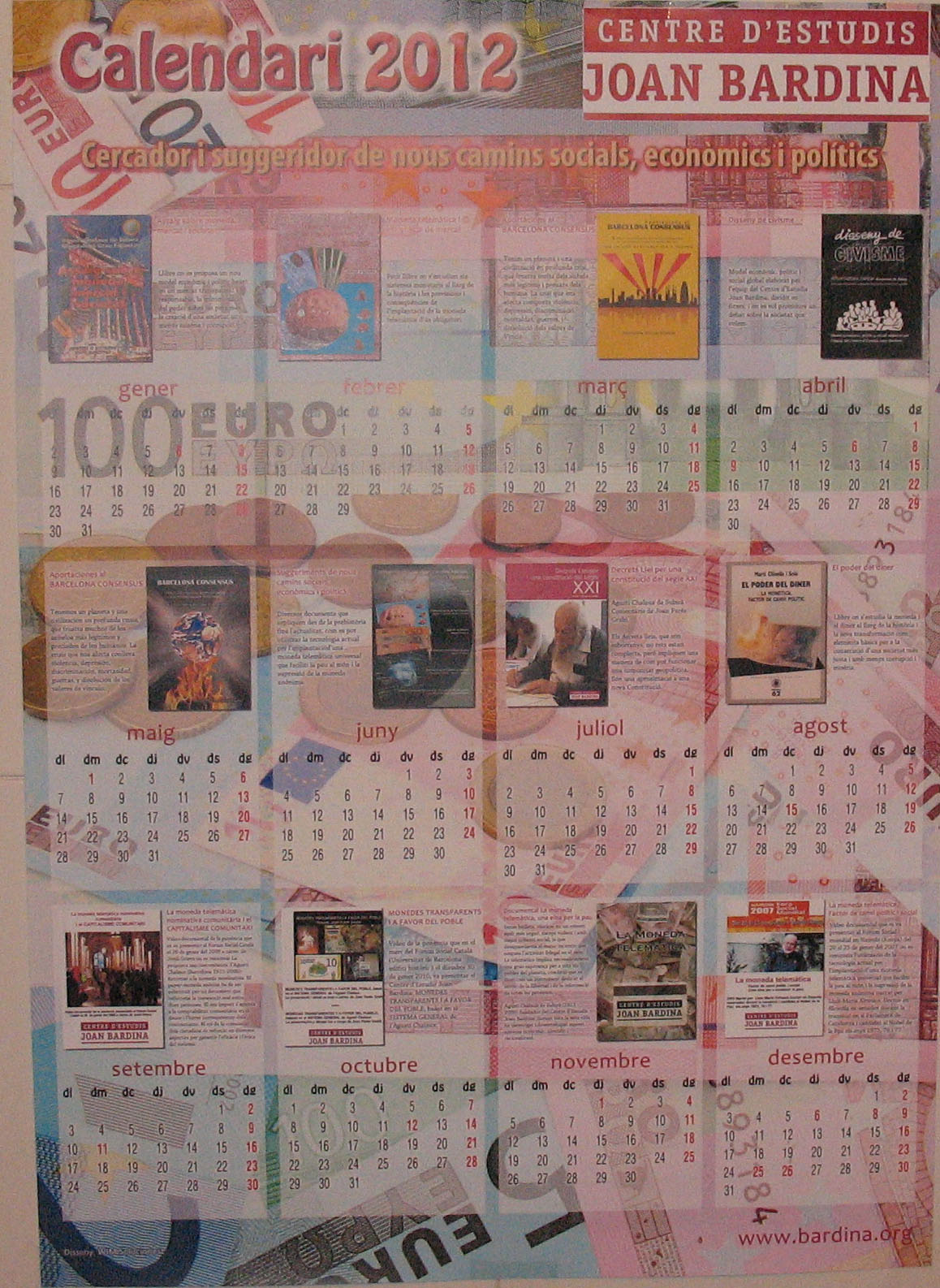
Calendario 2012 del Centro Joan Bardina, donde se publicitan sus publicaciones.

- «Ensayo sobre moneda, mercado y sociedad».
- «Moneda telemática y estrategia de mercado».
- «Diseño de Civismo».
- «Tercera Via».

En el año 1992, Martí Olivella publicó su libro «El poder del diner», basado en los trabajos de la asociación, y que recibió el Premio Joaquín Xirau Palau de ensayo 1991, convocado por el Ateneo Barcelonés.